# Maria Muldaur
Maria Muldaur (Nueva York, 12 de septiembre de 1943) es una cantante estadounidense que formó parte del resurgimiento de la música folk en los primeros 60. Grabó en 1974 la canción "Midnight at the Oasis" y continúa grabando álbumes de folk y blues.

## Biografía
Muldaur nació Maria Grazia Rosa Domenica D'Amato en el Greenwich Village, Nueva York, donde asiste al Hunter College High School.
Muldaur empezó su carrera en los primeros 60 como Maria D'Amato, actuando con John Sebastian, David Grisman, y Stefan Grossman como miembro de la Even Dozen Jug Band.Después se unió a la Jim Kweskin & the Jug Band como vocalista adicional y violinista ocasional. Durante este tiempo, fue parte de la escena del Greenwich Village que incluía a Bob Dylan y algunos de sus recuerdos del periodo, particularmente con respecto a Dylan, aparecen en la película documental de 2005, de Martin Scorsese, No Direction Home.
Se casó con el miembro de la Jug Band, Geoff Muldaur y después de que Kweskin disolviera la banda, ellos dos produjeron dos álbumes. Empezó su carrera en solitario cuándo su matrimonio acabó en 1972, pero retuvo su nombre de casada.
Su primer álbum en solitario, Maria Muldaur, publicado en 1973 contuvo "Midnight at the Oasis", el cual logró el número 6 en el Billboard Hot 100 en 1974. También llegó al número 21 en el Reino Unido. Un año más tarde publica su segundo álbum, Camarera en una Tienda de Donut. Este incluyó una grabación de "Soy una Mujer" de Leiber y Stoller, canción asociada con Peggy Lee y un tema de sus días de la Jug Band. El título de este álbum está tomado de una línea en otra canción del álbum, "Sweetheart" de Ken Burgan.
En esa época, Muldaur estableció relación con Grateful Dead. Abriendo conciertos en algunos espectáculos de Grateful Dead en el verano de 1974, con John Kahn, bajista de la Banda de Jerry Garcia y eventualmente participó en el grupo de Garcia, como corista, a finales de los 70. Por la misma época Muldaur conoció y colaboró con el especialista en bluegrass Peter Rowan. Los dos se hicieron amigos y esté la escogió para ser la madrina de su hija Amanda Rowan. 
Posteriormente aparece en Super Jam (1989), el registro en vivo de la serie de televisión alemana Villa Fantastica, con Brian Auger en el piano, Pete York en la batería, Dick Morrissey en el saxo tenor, Roy Williams en el trombón, Harvey Weston en bajos y Zoot Money, también en vocales.
Alrededor de 1980, Muldaur se hizo Cristiana renacida y registró un álbum en vivo de gospels tradicionales, Noches de Evangelio, para un pequeño sello de Takoma y el 1982 publicó Hay un Amor, registrado para la etiqueta cristiana Myrrh. Sin embargo, esta nueva dirección no se hizo permanente y en 1983 Muldaur registró Sweet&Slow, un álbum de estándars de jazz y blues (muchos con Dr. John en el piano) que creó exactamente la atmósfera su título sugería. Publicado en 1986, Transblucency ganó un premio de fin del año de los críticos del New York Times. Muldaur pasó el resto de los años 80 viajando, a menudo con Dr. John, y también comenzó a actuar en musicales, apareciendo en las producciones de Pump Boys and Dinettes y The Pirates of Penzance.
En 1990 registró un álbum de canciones country clásicas, On the Sunny Side, que expresamente fue enfocado hacia los niños; este demostró un éxito sorprendente, tanto de crítica como entre su audiencia intencionada. Muldaur firmó con la disquera rootsy Black Top en 1992 y publica el álbum Luisiana Love Call, que la estableció como una estilista versátil en el blues, el góspel, el Nueva Orleans R*B, el blues de Memphis y el soul. El álbum ganó una amplia aclamación como uno de los mejores trabajos de su carrera y fue un gran éxito de ventas. Su continuación de 1994, Meet Me at Midnite, fue nominado para un premio W.C. Handy. 
Posteriormente firmó con el selloTelarc y volvió a su dirección anterior, haciendo su estreno en la etiqueta en 1996 con el bien recibido Fanning the Flames. Publicado en 1998, Southland of the Heart fue una excursión bluesy registrada en Los Ángeles, llegando el mismo año que un segundo álbum de niños, Swingin' in the Rain, una colección de melodías de los años 30 y los años 40. Meet Me Where They Play the Blues, publicado en 1999, fue concebido para ser una colaboración con la leyenda del piano de blues de Costa Oeste, Charles Brown, pero los problemas de salud de Brown le impidieron contribuir mucho (solamente un vocal sobre "Gee Baby, Ain't I Good to You" ).
Muldaur continuó actuando y grabando incluyendo una gira con el Teatro ZinZanni en 2001.
Su álbum de 2005 Sweet Lovin' Ol' Soul  fue nominado para un Blues Music Award (anteriormente el W.C. Handy Award) y un Grammy en la categoría Tradicional Blues. En 2013, fue nominada para un Blues Music Award en la categoría Koko Taylor Award (Traditional Blues Female).
En 2003, Muldaur actuó en el Carnegie Hall en el Tributo a Peggy Lee producido por Richard Barone.
En 2018 actuó en el concierto de Barone's Central Park Music & Revolution junto con John Sebastian y otros de su época en Greenwich Village.
En 2019, recibió el premio Trailblazer en los Americana Music Honors & Awards.

## Discografía

### Even Dozen Jug Band
- The Even Dozen Jug Band (1964, acreditada como Maria D'Amato) (Elektra, EKS-7246)

### Jim Kweskin & the Jug Band
- Jug Band Music (1965, acreditada como Maria D'Amato) (Vanguard, VDS-79163)
- See Reverse Side for Title (1966, acreditada como Maria D'Amato) (Vanguard, VDS-79234)
- Garden of Joy (1967) (Reprise, RS-6266)

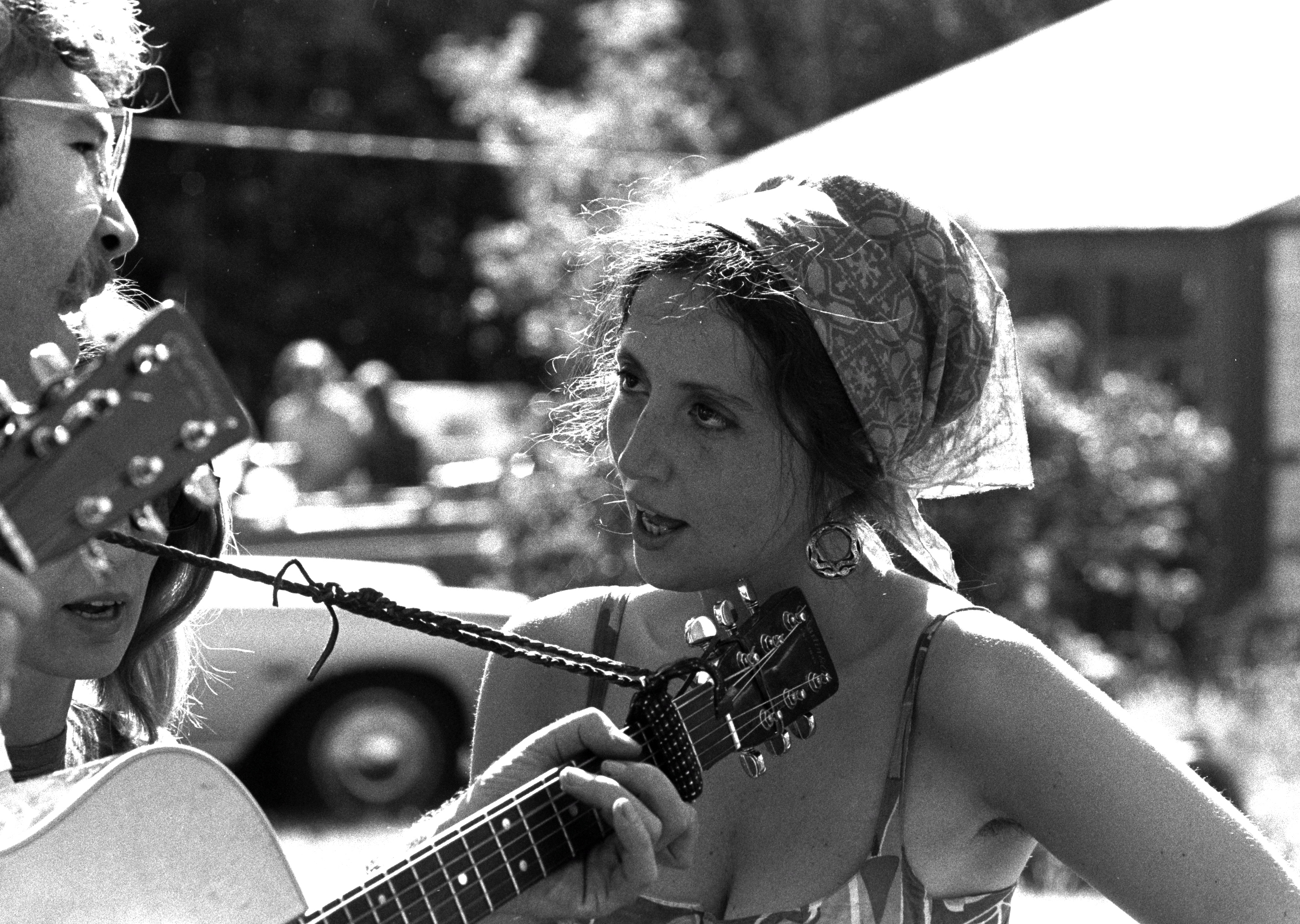
Maria Muldaur 1969

- Maria Muldaur 1969The Best of Jim Kweskin & the Jug Band (1968, compilación, acreditada como Maria D'Amato) (Vanguard, VDS-79270)

### Geoff & Maria Muldaur
- Pottery Pie (1969) (Reprise, RS-6350)
- Sweet Potatoes (1972) (Reprise, MS-2073)

### En solitario
- Maria Muldaur (1973) (Reprise, MS-2148) (CD reissue: Warner Bros. 27208)
- Waitress in a Donut Shop (1974) (Reprise, MS-2194)
- Sweet Harmony (1976) (Reprise, MS-2235)
- Southern Winds (1978) (Warner Bros. BSK-3162)
- Open Your Eyes (1979) (Warner Bros. BSK-3305)
- Gospel Nights (Recorded at McCabe's) (1980) (Takoma, TAK-7084) (with the Chambers Brothers)
- There Is a Love (1982) (Myrrh Records, MSB-6685)
- Sweet and Slow (1983) (Spindrift/Making Waves, SPIN-109) (CD reissue: Stony Plain, SPCD-1183) (with Dr. John, Kenny Barron, and other guest artists)
- Transblucency (1986) (Uptown Records (jazz), UP-27.25) (recorded 1984–85 with "jazz" septet)
- Live in London (1986) (Making Waves, SPIN-116)
- Louisiana Love Call (1992) (Black Top, BT-1081) (reissued by Shout! Factory with same part number)
- Maria Muldaur and Friends: On the Sunny Side (1992) (Music for Little People/Warner Bros. 42503)
- Meet Me at Midnite (1994) (Black Top, BT-1107) (reissued by Shout! Factory with same part number)
- Jazzabelle (1995) (Stony Plain, SPCD-1188)
- Fanning the Flames (1996) (Telarc, CD-83394) (con Johnny Adams, Huey Lewis, Bonnie Raitt, Mavis Staples, and other guest artists)
- Southland of the Heart (1998) (Telarc, CD-83423)
- Swingin' in the Rain (Classic Swing Tunes for Kids of All Ages) (1998) (Music for Little People/Rhino, R2-75311)
- Meet Me Where They Play the Blues (1999) (Telarc, CD-83460) (with Charles Brown, Danny Caron, David Mathews, and other guest artists)
- Maria Muldaur's Music for Lovers (2000, compilation) (Telarc, CD-83512)
- Richland Woman Blues (2001) (Stony Plain, SPCD-1270) (with Bonnie Raitt, Taj Mahal, Alvin Youngblood Hart, and other guest artists)
- Animal Crackers in My Soup (& Other Songs Made Popular by Shirley Temple) (2002) (Music for Little People/Rhino, R2-78179) (with Carrie Lyn)
- A Woman Alone with the Blues (...Remembering Peggy Lee) (2003) (Telarc, CD-83568)
- Classic Live! (2003) (Burnside/DIG Music, UPC: 80440 30110 27) (live radio broadcasts from 1973 and 1975)
- I'm a Woman: 30 Years of Maria Muldaur (2004, compilation) (Shout! Factory, SF-30219)
- Sisters & Brothers (with Eric Bibb, and Rory Block) (2004) (Telarc, CD-83588)
- Love Wants to Dance (2004) (Telarc, CD-83609)
- Sweet Lovin' Ol' Soul (Old Highway 61 Revisited) (2005) (Stony Plain, SPCD-1304) (con Taj Mahal, Tracy Nelson, Pinetop Perkins, Del Rey, Steve James, and other guest artists)
- Heart of Mine: Maria Muldaur Sings Love Songs of Bob Dylan (2006) (Telarc, CD-83643)
- Songs for the Young at Heart (2006, compilation) (Music for Little People/Earth Beat!/Rhino, R2-74541)
- Naughty, Bawdy & Blue (2007) (Stony Plain, SPCD-1319) (with James Dapogny's Chicago Jazz Band and Bonnie Raitt)
- Live in Concert (2008) (Global Recording Artists, UPC: 64641 31264 27)
- Yes We Can! (2008) (Telarc, CD-83672) (with the Women's Voices for Peace Choir)
- Maria Muldaur & Her Garden of Joy: Good Time Music for Hard Times (2009) (Stony Plain, SPCD-1332)
- Maria Muldaur's Barnyard Dance: Jug Band Music For Kids (2010) (Music for Little People/Rhino, R2-524467)
- Christmas at the Oasis (Live at the Rrazz Room) (2010) (Global Recording Artists, UPC: 64641 31287 28)
- Steady Love (2011) (Stony Plain, SPCD-1346)
- ...First Came Memphis Minnie...A Loving Tribute (2012) (Stony Plain, SPCD-1358) (with Rory Block, Ruthie Foster, Bonnie Raitt, Phoebe Snow, Koko Taylor, and other guest artists; Muldaur's 40th album)

- Don't You Feel My Leg: The Naughty Bawdy Blues of Blue Lu Barker (2018) (The Last Music Company) (Muldaur's 41st album)[11]

### Jerry Garcia Band
- Cats Under the Stars (1978) (Arista)
- Pure Jerry: Warner Theatre, March 18, 1978 (2005) (Jerry Made)
- Pure Jerry: Bay Area 1978 (2009) (Jerry Made)
- Garcia Live Volume Four (2014) (ATO)

### Otras contribuciones
- Wendy Waldman, Love Has Got Me (1973, Warner Bros.) – Background vocals on "Lee's Traveling Song"
- Linda Ronstadt, Heart Like a Wheel (1974, Capitol) – Harmony vocals on "Heart Like A Wheel"
- Wendy Waldman, Gypsy Symphony (1974, Warner Bros.) – Background vocals on "Come On Down"
- Linda Ronstadt, Prisoner In Disguise (1975, Elektra) – harmonies/background vocals on "You Tell Me That I'm Falling Down"
- The Doobie Brothers, Stampede (1975, Warner Bros.) – Vocals on "I Cheat the Hangman"
- Elvin Bishop, Hog Heaven (1978, Capricorn) – on two songs
- Terry Robb, Stop This World (1996, Burnside BCD-0025)

- Johnny's Blues: A Tribute to Johnny Cash (2003) (Northern Blues)[12]